# Imbabura
|  | Per a altres significats, vegeu «Imbabura (desambiguació)». |

L'Imbabura és un estratovolcà extingit de l'Equador, situat 10 km al sud d'Ibarra i a uns 60 km al nord de Quito, a la Província d'Imbabura. Domina el carreró interandí al nord de Quito i als seus peus es troba la llacuna de San Pablo, formada en tancar-se els drenatges naturals de la zona a causa dels dipòsitic volcànics. En realitat és un complex volcànic format per dos pics principals: el Huarmi Imbabura (3.927 m) i el Taita Imbabura (4.620 m). "Taita" significa 'pare' en quítxua, i "huarmi" significa 'dona'.
Imbabura va estar actiu durant les èpoques del Plistocè final i de l'Holocè primerenc, per darrera vegada fa aproximadament 14.000 anys. Tanmateix, els futurs fluxs piroclàstics de qualsevol dels cons d'Imbabura podrien suposar una amenaça greu. Des del con d'Azaya, que mira a l'oest, els fluxos piroclàstics podrien colpejar el llac de San Pablo a la base de la muntanya i generar onades devastadores. A partir del con Artesón, que mira al nord, les colades piroclàstiques podrien colpejar la ciutat d'Ibarra, amb una població de prop de 300.000 habitants. Per aquest motiu, Imbabura segueix estretament vigilat pels vulcanòlegs.
Com passa amb altres volcans de l'Equador, en les tradicions locals, el Taita Imbabura s'associa a la Mama Cotacachi, volcà situat a pocs quilòmetres cap a l'oest. La llegenda diu que quan el Cotacachi apareix nevat al matí, l'Imbabura, el seu home, li ha fet una amorosa visita durant la nit.

Volcà Imbabura, vista des del Llac San Pablo